# Cyclocross Shrewsbury 2014 (oktober)
De Cyclocross Shrewsbury van 2014 werd gehouden op 12 oktober in Shrewsbury. De wedstrijd was de eerste manche van de National Trophy Series 2014-2015. De vorige editie, in januari 2014, werd gewonnen door de Belg Yorben Van Tichelt. Deze editie werd gewonnen door de Brit Ian Field.

## Mannen elite

### Uitslag
| Plaats  | Naam              | Ploeg                   | Tijd     |
| ------- | ----------------- | ----------------------- | -------- |
| Winnaar | Ian Field         | Hargroves Cycles-Ridley | 1u01'05" |
| 2       | Liam Killeen      | Malvern                 | + 47"    |
| 3       | Jody Crawforth    | Hargroves Cycles-Ridley | z.t.     |
| 4       | Tom Van Den Bosch | Hargroves Cycles-Ridley | + 1'29"  |
| 5       | Ben Sumner        | Beeline Bicycles        | + 1'35"  |
| 6       | Alex Paton        | Pedal Heavan Colbornes  | + 1'42"  |
| 7       | Steven James      | Hargroves Cycles-Ridley | + 1'48"  |
| 8       | Paul Oldham       | Hope Factory Racing     | z.t.     |
| 9       | Steven Roach      | Ride Coventry           | + 1'51"  |
| 10      | Lewis Craven      | Wheelbase Altura MGD    | + 2'02"  |

| Pos. | Punten |
| ---- | ------ |
| 1    | 40     |
| 2    | 30     |
| 3    | 20     |
| 4    | 15     |
| 5    | 10     |
| 6    | 8      |
| 7    | 6      |
| 8    | 4      |
| 9    | 2      |
| 10   | 1      |

 Cyclocross Shrewsbury · 
 Cyclocross Southampton · 
 Cyclocross Durham · 
 Cyclocross Milton Keynes · 
 Cyclocross Bradford · 
 Cyclocross Derby